# Ginger Helgeson-Nielsen
Ginger Helgeson-Nielsen (* 14. September 1968 in St. Cloud, Minnesota) ist eine ehemalige US-amerikanische Tennisspielerin.

## Karriere
Sie wurde als Juniorin und während ihrer Zeit auf der Highschool von ihrem Bruder trainiert und gewann dreimal in Folge die Minnesota-Tennismeisterschaften im Einzel.
In ihrer Profikarriere gewann sie einen Einzeltitel auf der WTA Tour und einen Doppeltitel auf dem ITF Women’s Circuit. 1998 beendete sie ihre Tenniskarriere.
2008 wurde Helgeson-Nielsen in die Peperdine Athletic Hall of Fame aufgenommen und 2009 in die USTA Northern Hall of Fame.
Helgeson-Nielsen lebt in Alpine, Kalifornien. Sie ist seit September 1994 mit Todd Nielsen verheiratet, hat drei Kinder und arbeitet als Teilzeitlehrerin.

## Turniersiege

### Einzel
| Nr. | Datum           | Turnier  | Kategorie   | Belag     | Finalgegnerin      | Ergebnis |
| --- | --------------- | -------- | ----------- | --------- | ------------------ | -------- |
| 1.  | 6. Februar 1994 | Auckland | WTA Tier IV | Hartplatz | Inés Gorrochategui | 7:6, 6:3 |

### Doppel
| Nr. | Datum              | Turnier       | Kategorie   | Belag     | Partnerin | Finalgegnerinnen           | Ergebnis |
| --- | ------------------ | ------------- | ----------- | --------- | --------- | -------------------------- | -------- |
| 1.  | 28. September 1997 | Newport Beach | ITF $25.000 | Hartplatz | Janet Lee | Amanda Augustus Amy Jensen | 6:3, 6:3 |

## Abschneiden bei Grand-Slam-Turnieren

### Einzel
| Turnier         | 1991 | 1992 | 1993 | 1994 | 1995 | 1996 | 1997 | 1998 | Karriere |
| --------------- | ---- | ---- | ---- | ---- | ---- | ---- | ---- | ---- | -------- |
| Australian Open | 1    | 1    | 3    | AF   | 1    | —    | 1    | 2    | AF       |
| French Open     | 1    | 2    | 2    | 2    | —    | —    | —    | 1    | 2        |
| Wimbledon       | 1    | 2    | 1    | 3    | —    | —    | 2    | 1    | 3        |
| US Open         | 1    | 2    | 3    | AF   | —    | —    | —    | —    | AF       |

### Doppel
| Turnier         | 1991 | 1992 | 1993 | 1994 | 1995 | 1996 | 1997 | 1998 | Karriere |
| --------------- | ---- | ---- | ---- | ---- | ---- | ---- | ---- | ---- | -------- |
| Australian Open | —    | 2    | 2    | 1    | 1    | —    | 2    | 1    | 2        |
| French Open     | AF   | 1    | 2    | VF   | —    | —    | AF   | 1    | VF       |
| Wimbledon       | 1    | 1    | 1    | 2    | —    | —    | VF   | AF   | VF       |
| US Open         | 1    | 1    | 2    | AF   | —    | —    | 1    | 1    | AF       |